# Amami Lara
Amami Lara è una canzone scritta ed interpretata dal cantautore Eugenio Finardi, presentata al Festival di Sanremo 1999 e pubblicata nello stesso anno come CD singolo, insieme ad una versione alternativa dello stesso brano (denominata Amami Lara Acquatic Version) ed a due brani registrati dal vivo (La forza dell'amore e Uno di noi).
La canzone è dedicata a Lara Croft, famosa eroina protagonista della popolare saga di videogiochi Tomb Raider della Eidos, che viene raffigurata nella copertina del singolo.
Al Festival il brano si piazzò provvisoriamente al quinto posto con i voti della Giuria Popolare, per poi classificarsi all'undicesimo posto dopo la consultazione della Giuria di Qualità.
Molti passaggi del testo della canzone si riferiscono, in modo più o meno esplicito, alla vita di Lara.
- Lara vuole andare fino in fondo, sola nel suo labirinto (Probabile riferimento al labirinto che si trova fuori, nei giardini del Maniero Croft, ma anche alla voglia della Croft di esplorare).
- Fermati un poco, esci dal gioco (Il desiderio da parte dell'autore di comunicare con l'eroina virtuale).
- A caccia di tutto, ma non resta niente (I tanti luoghi visitati dalla lady).
- Giochiamo ancora (La voglia dell'autore di rigiocare a Tomb Raider).

## Tracce
1. Amami Lara
2. Amami Lara Acquatic Version
3. La forza dell'amore (live)
4. Uno di noi (live)